# På eventyr i Indien
|  | Denne artikel er oprettet af botten PalnaBot ud fra en ekstern database. Den kan derfor have sproglige fejl eller mangler. Denne skabelon kan fjernes efter kontrol af indholdet. |

På eventyr i Indien er en dansk dokumentarfilm fra 2005 instrueret af Jacob Wellendorf og Catherine Kunze.

## Handling
To små danske piger - Chloë og Thea - på 3 og 1 år er på eventyr i Indien. En film om to søstre og deres møde med en fremmed kultur - filmet helt nede i børnehøjde.